# Тачанка (картина)
«Тачанка» — картина советского живописца Митрофана Грекова, написанная в 1925 году.
Советская батальная живопись, как и Красная Армия, родилась в огне гражданской войны. У её колыбели стоял замечательный советский художник Митрофан Борисович Греков.
В 1920-е годы широко развернулось творчество Грекова. Его первые картины на темы гражданской войны находят горячее одобрение Реввоенсовета и командования Первой Конной армии. Созданная им художественная летопись легендарных подвигов Первой Конной армии вошла в золотой фонд советского искусства. Греков проникал в самую суть событий, показывая источник силы и непобедимости Красной Армии в высокой её организованности, в полководческих талантах её командиров, в патриотизме и мужестве её бойцов.
В 1920 году Греков добровольно вступает в ряды Красной армии, и с тех пор вся жизнь его, всё творчество связаны с нею. На военных дорогах, в сражениях пристально изучает художник жизнь и быт армии.
Позднее Греков так вспоминал о начале службы в рядах Красной армии в автобиографии:

...События так волновали, так захватывали, что нельзя было не писать. Несколько месяцев я находился в полосе фронта, в непосредственной близости к боям. Это дало мне возможность наблюдать боевые движения войск, познакомиться с характерными особенностями гражданской войны и красных частей. Их внутреннее идейное содержание рисовало в особом романтическом свете наблюдаемые мотивы и эпизоды, которые стали потом темами моих картин...
Широко известная картина Митрофана Грекова  «Тачанка» (1925) как бы олицетворяет победоносную силу Красной Армии. В летний знойный полдень по степи мчатся боевые тачанки, запряженные четверками лихих коней. В подавшихся вперёд фигурах конармейцев на тачанках живо ощущается напряжение горячего боя, стремительный натиск на врага. Грозное наступательное оружие времён гражданской войны — воспетая в стихах и песнях легендарная конармейская тачанка, наводившая панику на противника, — изображена Грековым во всей жизненной правде. Динамичная композиция, энергия и напряжённость светотеневых и цветовых контрастов способствуют передаче в картине атмосферы революционной романтики и беззаветной  героики.
Хорошо о «Тачанке» сказал известный советский писатель Б. Полевой. Он писал:

Гражданская война отражена в таких гениальных фильмах, как «Чапаев» или «Мы из Кронштадта». Всё это так. И всё-таки грековская «Тачанка» продолжает и сегодня, в век атома, ракет, лазеров, жить в сознании людей моего поколения как символ непобедимости духа народа, защищающего свою землю, свои идеи, своё право строить жизнь по-своему, в мире со всеми народами.